# La Petite Poule rousse

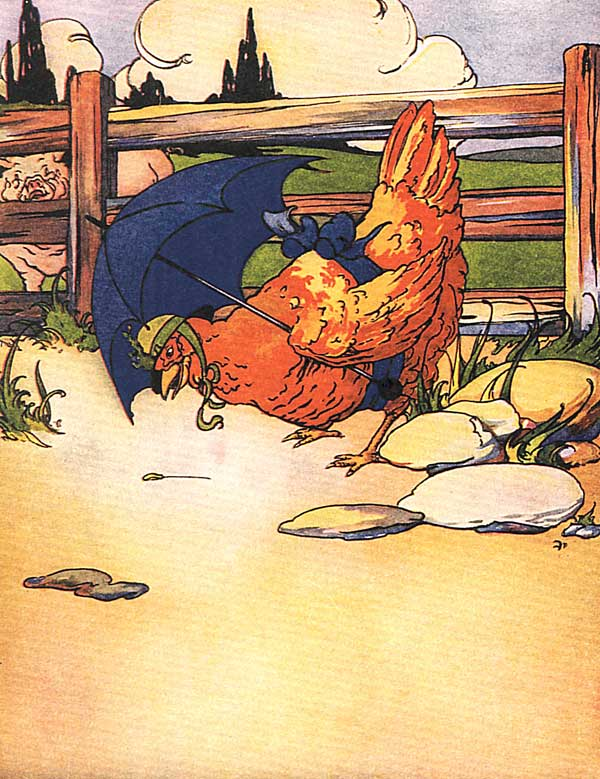
Illustration de La Petite Poule rousse par Florence White Williams, 1918.

La Petite Poule rousse est un conte traditionnel dont les origines se trouveraient en Russie. La version la plus connue est cependant la version américaine de Jessie Willcox Smith publiée en 1911. 

## Histoire
Une petite poule trouve trois grains de blé et décide de les planter. Elle demande de l’aide à ses amis, qui lui refusent. Elle fait alors elle-même pousser le blé. Puis, toujours seule, elle en fait de la farine, puis un gâteau. À chaque fois, ses amis ne veulent pas l’aider. Quand vient le moment de manger le gâteau, tous sont volontaires. Mais pour leur faire la leçon, la petite poule rousse refuse et mange son gâteau toute seule.

## Versions
En 1934, Disney sort un court métrage titré Une petite poule avisée. Il reprend l’histoire du conte original mais les amis de la petite poule sont alors Donald Duck et Peter Pig.